# Loreggia
Loreggia (Ƚoreja in veneto) è un comune italiano di 7 718 abitanti della provincia di Padova in Veneto, situato circa 20 km a nord del capoluogo.

## Geografia fisica
Il territorio del comune di Loreggia comprende una superficie di circa 19,12 km² a circa 26 m s.l.m., nel centro della Pianura Padano-Veneta. Il territorio è attraversato da due fiumi, il Muson dei Sassi e il Muson Vecchio. Il primo è un torrente artificiale, creato nel XVII secolo della Repubblica di Venezia. Esso attraversa tutto il paese ed è il responsabile delle alluvioni avvenute nel 1998 e nel 2009. Il Muson Vecchio, è un altro fiume che attraversa Loreggia nei pressi di Camposampiero e passa per la frazione di Loreggiola.

## Storia

### Prima dell'arrivo di Venezia
Il paese di Loreggia è citato in un diploma del 972 dell'imperatore Ottone I. Dal XII al XIV secolo fu conteso tra Padova e Treviso.
Prima dell'arrivo di Venezia responsabile della vita civile era il marigo o degan (decano), eletto dal consiglio degli anziani che si riuniva probabilmente in chiesa, dopo le funzioni della domenica, per occuparsi dei problemi della comunità, riscuotere i tributi e all'occorrenza fornire al "signore" un certo numero di soldati.

### Dopo l'arrivo di Venezia
Loreggia passò nel XV secolo passò a Venezia.
Il dominio di Venezia portò in tutta la zona, anni di pace e di relativo benessere, interrotti solo dalla lunga e sanguinosa guerra che la serenissima dovette sostenere contro i collegati della Lega di Cambrai.

### Dopo l'unità d'Italia
L'annessione del Veneto all'Italia non aveva portato quei risultati economici che i patrioti avevano auspicato, anzi la situazione si era aggravata per le nuove tasse imposte da Roma, come quella sul macinato, sul sale, sul bestiame, sulla ricchezza mobile, sui fittavoli e così via. La situazione interna si era fatta pesante anche per una congiuntura mondiale che vedeva la riduzione del prezzo del grano, del riso, del bestiame, così che la vita nelle campagne era diventata sempre più difficile, anche per la speculazione dei latifondisti e degli usurai. A Loreggia, oltre a ciò, si dovettero affrontare altri grossi problemi, come le condizioni ambientali, le case malsane, l'analfabetismo, la situazione sanitaria e le condizioni socio-economiche, che diedero origine, come tutto il Veneto, al triste fenomeno dell'emigrazione. Questa si manifestò nella sua fase più acuta tra la seconda metà dell'Ottocento e la prima metà del Novecento, costringendo migliaia di persone ad abbandonare tutto, cose ed affetti, e affrontare l'ignoto in terre lontane.

### Simboli
Lo stemma e il gonfalone sono stati concessi con decreto del presidente della Repubblica del 5 luglio 1952.
Il gonfalone è un drappo di azzurro.

## Monumenti e luoghi d'interesse

### Architetture religiose

#### Chiesa parrocchiale di Loreggia
La chiesa parrocchiale di Loreggia venne costruita nel XVIII secolo.

### Ospitale
Il documento che cita per la prima volta un piccolo ospedale dedicato a San Rocco, realizzato dalla parrocchia per i suoi parrocchiani, unico nella zona di Camposampiero e nei villaggi padovani non capi distretti, come scrive Andrea Gloria, è quello redatto dal Rettore di Padova, Leonardo Contarini, in data 11 giugno 1463. Dotato di beni e con una amministrazione affidata al parroco, separata però da quella della parrocchia, aveva 8 letti che in origine servivano per l'assistenza ai lebbrosi e ai pellegrini, poi per i parrocchiani infermi o forestieri bisognosi. Alla fine dell'Ottocento i locali furono affidati al comune di Loreggia, che poi li acquisì per permuta dalla Congregazione di Carità di Loreggia, a cui appartenevano, con tutti i suoi beni, ora ridotti ai soli fabbricati.

### Chiesetta del Carpane
La chiesetta del Carpane è menzionata nel testamento del 1183 di Speronella Delesmanini; nel 1330 è un priorato e nel XV secolo, con bolla del 1501 del Papa Alessandro VI, e riedificata e dotata di beni dai Roverbella. Nel Medioevo, accanto alla chiesetta dedicata a Sant'Antonio di Vienne e decorata di affreschi del XVI secolo, nasceva un ricovero per pellegrini tenuto da pochi frati, nel 1785, divenuta chiesa campestre, ebbe una grande importanza locale.

### Chiesa parrocchiale di Loreggiola

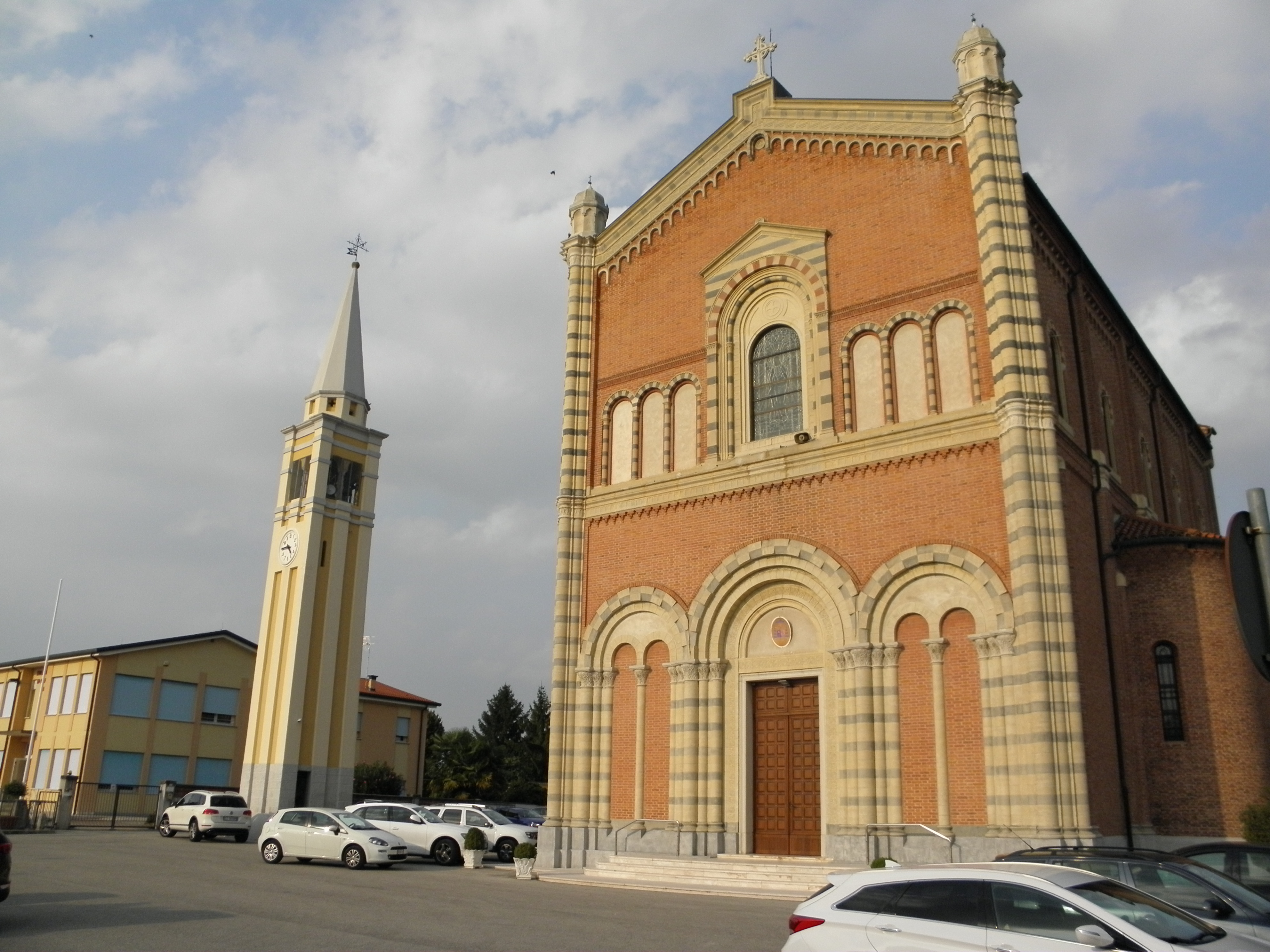
Chiesa di Santa Maria Immacolata.

L'antica chiesa di Loreggiola era in origine un oratorio dei Gradenigo del 1490, come ricorda anche Andrea Gloria, dedicato a Santa Maria Assunta. Come chiesa fu consacrata nel 1574 dal vescovo di Sardica e nel 1596, Giuliano Gradenigo, con il suo testamento, assegnò trenta campi al mansionario della cappella, il cui beneficio era tenuto dai frati francescani del monastero di San Giovanni Evangelista di Camposampiero. Fu ampliata tra il 1900 ed il 1906, al tempo in cui divenne una Curazia indipendente da Loreggia e nel 1911 fu elevata a parrocchia.
L'attuale chiesa parrocchiale di Loreggiola, dedicata a Santa Maria Immacolata, venne costruita su progetto di Antonio Beni fra il 1925 ed il 1930 sul posto della preesistente, e si ritiene anche con il medesimo orientamento della precedente, di cui si conservano due antiche pale d'altare.

### Architetture civili

#### Ville
Nel comune si trovano le seguenti ville venete:
- Villa Polcastro, Wollemborg (XVI secolo)
- Villa Ascoli, Angelo Bonsembiante (XIX secolo)
- Villa Rana (XVII secolo)
- Villa De Portis (XIX secolo)
- Villa Soranzo (XVII secolo)
- Villa Chinellato (XIX secolo)
- Villa Arrigoni (XVIII secolo)

## Società

### Evoluzione demografica
Abitanti censiti

## Economia

### Prima cassa rurale d'Italia
A Loreggia fu fondata nel 1883 la prima cassa rurale d'Italia, ad opera di Leone Wollemborg e di 32 suoi soci, prendendo spunto dall'attività di Federico Guglielmo Raiffeisen. Dopo la prima cassa rurale, ne furono fondate altre in Veneto (come a Trebaseleghe) e in Toscana (come a Castelfiorentino).
L'idea di Wollemborg era quella di creare degli istituti bancari in grado di effettuare prestiti ed altri tipi di operazioni ai ceti meno abbienti dell'epoca.

## Cultura

### Eventi
- Sagra di San Rocco - Si svolge nella seconda settimana di agosto ed è una tipica sagra paesana con stand gastronomici, serate di ballo e giostre.
- Sagra di Santa Croce e Fiera dei Fiori - Si svolge tra l'ultima settimana di aprile e la prima settimana di maggio nella frazione di Loreggiola. È una tipica sagra paesana con stand gastronomico, serate di ballo giostre e la tradizionale fiera dei fiori il 1º maggio[9].

## Geografia antropica

### Frazioni
Unica frazione del comune è Loreggiola (Lorejoea in veneto), un piccolo paese a nordovest del territorio comunale, con quasi 4 000 abitanti.

### Altre località del territorio
- Boscalto (Buscalto in lingua veneta) si estende presso l'estremità nordorientale del comune, presso il confine con Resana e Piombino Dese.
- San Luigi (San Jijo in Veneto), il cui nome deriva dall'omonimo oratorio posto a est di Loreggia, verso Ronchi di Piombino Dese.
- Il Carpane (el Carpane in lingua veneta) rappresenta l'appendice nordoccidentale del territorio di Loreggia, posto oltre Loreggiola e al confine con il comune di Castelfranco (frazione di Sant'Andrea oltre il Muson).

## Infrastrutture e trasporti

Uscita "Boscalto" della nuova Strada regionale 308

### Strade principali
Il comune di Loreggia è attraversato dalla Strada regionale 307 del Santo (SR 307), la quale collega il paese con Camposampiero e Padova (a sud) e con Resana (a nord) dove la strada finisce immettendosi nella Strada regionale 245 Castellana (SR 245), con la quale è possibile raggiungere il centro di Castelfranco Veneto. Nel 2011 è stata completata la nuova Strada regionale 308 del Santo (SR 308), la quale collega direttamente la Tangenziale Est di Padova con Castelfranco Veneto immettendosi, infine, nella Strada Statale 53 Postumia (SS 53).
Nel centro di Loreggia nascono due Strade provinciali. La Strada provinciale 71 di Marzenego (SP 71) e la Strada provinciale 97 Sanguettara (SP 97). La prima collega Loreggia con Piombino Dese. Questa inizia nel centro del paese dalla Strada regionale 307 del Santo, e finisce nella Strada regionale 245 Castellana nel cuore di Piombino Dese. La Strada provinciale 97, collega il centro di Loreggia con il comune di San Martino di Lupari, immettendosi, infine nella Strada Provinciale 78 del Monastiero (SP 78).

### Linee bus
Nel comune di Loreggia è presente solo una linea bus operata da MOM, la quale collega Castelfranco Veneto con Padova, percorrendo la Strada regionale 307 del Santo.

## Amministrazione

### Sindaci dal 1995
| Periodo        | Periodo        | Primo cittadino    | Partito              | Carica  | Note |
| -------------- | -------------- | ------------------ | -------------------- | ------- | ---- |
| 23 aprile 1995 | 13 giugno 1999 | Cesare Vedovato    | Coalizione di Centro | Sindaco |      |
| 13 giugno 1999 | 13 giugno 2004 | Cesare Vedovato    | Centro destra        | Sindaco |      |
| 13 giugno 2004 | 7 giugno 2009  | Maria Grazia Peron | Coalizione di Centro | Sindaco |      |
| 7 giugno 2009  | 25 maggio 2014 | Maria Grazia Peron | Coalizione di Centro | Sindaco |      |
| 25 maggio 2014 | 26 maggio 2019 | Fabio Bui          | Lista civica         | Sindaco |      |
| 26 maggio 2019 | 3 aprile 2023  | Fabiu Bui          | Lista civica         | Sindaco |      |
| 3 aprile 2023  | in carica      | Manuela Marangon   | Lista civica         | Sindaco |      |

### Gemellaggi
- Borghetto di Borbera, dal 2001
- Fondazione Città della Speranza, dal 2008